# Cụm tác chiến Bắc Kavkaz
Cụm tác chiến phía Bắc (tiếng Nga: Северной группы войск) thuộc Phương diện quân Zakavkaz, hay Cụm tác chiến Bắc Kavkaz, là một tổ chức tác chiến chiến lược lâm thời của Hồng quân Liên Xô trong Thế chiến thứ hai.

## Lịch sử

### Thành lập
Cụm tác chiến Bắc Kavkaz được thành lập ngày 10 tháng 8 năm 1942, theo chỉ thị số 994147 ngày 8 tháng 8 năm 1942 Bộ Tổng tư lệnh tối cao, trên cơ sở tập hợp các tập đoàn quân của phương diện quân Zakavkaz trên hướng Grozny, với biên chế chủ lực gồm các tập đoàn quân 9 và 44, do Trung tướng Ivan Maslennikov làm Tư lệnh.
Trong Chiến dịch Kavkaz, ngày 3 tháng 1 năm 1943, Cụm tác chiến Bắc Kavkaz đã phát động một cuộc tấn công theo hướng Nalchik-Stavropol.
Ngày 24 tháng 1 năm 1943, Cụm tác chiến Bắc Kavkaz được chuyển đổi thành Phương diện quân Bắc Kavkaz.

## Lãnh đạo

### Chỉ huy trưởng
- Trung tướng I.I. Maslennikov

## Biên chế chủ lực

### 1 tháng 10 năm 1942
- Tập đoàn quân 9
- Tập đoàn quân 37
- Tập đoàn quân 44
- Tập đoàn quân 58
- Tập đoàn quân không quân 4
- Tập đoàn quân xung kích 8

### 1 tháng 1 năm 1943
- Tập đoàn quân 9
- Tập đoàn quân 37
- Tập đoàn quân 44
- Tập đoàn quân 58
- Tập đoàn quân không quân 4